# Festival cinematografico internazionale di Mosca 1993
La 18ª edizione del Festival cinematografico internazionale di Mosca si è svolta a Mosca dal 1º al 12 luglio 1993.
Il San Giorgio d'Oro fu assegnato al film franco-bielorusso Moi Ivan, toi Abraham diretto da Yolande Zauberman.

## Giuria
- Claude Lelouch ( Francia - Presidente della Giuria)
- Gila Almagor ( Israele)
- Jacek Bromski ( Polonia)
- Pavel Lungin ( Russia)
- Tilda Swinton ( Regno Unito)

## Film in competizione
| Film                               | Regista              | Nazione              |
| ---------------------------------- | -------------------- | -------------------- |
| Barabaniada                        | Sergej Ovčarov       | Russia, Francia      |
| L'ospite (Berlin in Berlin)        | Sinan Çetin          | Turchia, Germania    |
| Gangsters                          | Massimo Guglielmi    | Italia               |
| Dzayn barbaro...                   | Vigen Chaldranyan    | Armenia              |
| Grandpa Ge                         | Gang Han             | Cina                 |
| Deti čugunnych bogov               | Tamás Tóth           | Russia               |
| Jona che visse nella balena        | Roberto Faenza       | Italia, Francia      |
| Flaggermusvinger                   | Emil Stang Lund      | Norvegia             |
| Dědictví aneb Kurvahošigutntag     | Věra Chytilová       | Repubblica Ceca      |
| Les pots cassés                    | François Bouvier     | Canada               |
| Presagio di morte (Fathers & Sons) | Paul Mones           | USA                  |
| Ripa ruostuu                       | Christian Lindblad   | Finlandia, Germania  |
| Roja                               | Mani Ratnam          | India                |
| Absent Without Leave               | John Laing           | Nuova Zelanda        |
| Stalingrad                         | Joseph Vilsmaier     | Germania, Svezia     |
| Sombras en una batalla             | Mario Camus          | Spagna               |
| De drie beste dingen in het leven  | Ger Poppelaars       | Paesi Bassi          |
| Kawalerskie życie na obczyźnie     | Andrzej Barański     | Polonia              |
| Cronos                             | Guillermo del Toro   | Messico              |
| Charlot (Chaplin)                  | Richard Attenborough | Regno Unito, USA     |
| Saleolilatda                       | Sam-yuk Yoon         | Corea del Sud        |
| Moi Ivan, toi Abraham              | Yolande Zauberman    | Francia, Bielorussia |

## Premi
- San Giorgio d'Oro: Moi Ivan, toi Abraham, regia di Yolande Zauberman
- San Giorgio d'Argento Speciale: Barabaniada, regia di Sergej Ovčarov
- Premi:
  - Miglior Attore: Lee Deok-hwa per Saleolilatda
  - Miglior Attrice: Hülya Avşar per L'ospite
- Diploma per la regia: Emil Stang Lund per Flaggermusvinger
- Diploma per la sceneggiatura: Gilles Desjardins per Les pots cassés
- Premio della giuria ecumenica:
  - Barabaniada, regia di Sergej Ovčarov
  - Jona che visse nella balena, regia di Roberto Faenza